# Que reste-t-il de nos amours ?
Pour les articles homonymes, voir Amour (homonymie).
Clip vidéo
[vidéo] « Charles Trénet - Que reste-t-il de nos amours ? », sur YouTube
[vidéo] « Lucienne Boyer - Que reste-t-il de nos amours ? », sur YouTube
Que reste-t-il de nos amours ? est une chanson française de Charles Trenet, composée avec son pianiste Léo Chauliac. Il l'enregistre avec succès en 1943 en disque 78 tours chez Columbia Records,, un des grands succès international de son répertoire et de la chanson française.

## Histoire
Charles Trenet, surnommé « le Fou chantant », âgé de 29 ans, écrit et compose en 1942 (en pleine occupation de la France par l'Allemagne pendant la Seconde Guerre mondiale) les paroles de cette romance à la fois joyeuse et nostalgique, sur le thème de souvenirs d'un amour lointain et intemporel de jeunesse passée, accompagné par son pianiste-compositeur Léo Chauliac « Que reste-t-il de nos amours, que reste-t-il de ces beaux jours, une photo, vieille photo, de ma jeunesse. Que reste-t-il des billets doux, des mois d'avril, des rendez-vous, un souvenir qui me poursuit, sans cesse... ».
Deux premiers enregistrements de Lucienne Boyer (1942) et Roland Gerbeau (1943) rencontrent peu de succès. Charles Trenet l'interprète et l'enregistre alors avec succès, en single et pour la musique du film à sketches La Cavalcade des heures d'Yvan Noé de 1943, dans lequel il incarne un chanteur en vogue et où il interprète une version abrégée de la chanson.

## Discographie
- 1942 : Lucienne Boyer, disque 78 tours Columbia - BF 68 : Que reste-t-il de nos amours ? - Colombe.
- 1943 : Roland Gerbeau, disque 78 tours Polydor - 524.830 : Que reste-t-il de nos amours ? - La Chanson des ombres.
- 1943 : Charles Trenet, disque 78 tours Columbia - DF 3116 : Que reste-t-il de nos amours ? – Si vous aimiez.

## Reprises et adaptations

### Reprises
Ce classique de la chanson française est repris par de nombreux interprètes francophones, parmi lesquels :
- 1958 : Sacha Distel
- 1960 : Jacqueline François
- 1967 : Les Compagnons de la chanson, album À la française
- 1971 : Claude Blanchard
- 1972 : Dalida, albums Il faut du temps, et Coup de chapeau au passé (1976)
- 1981 : Daniel Guichard, album Parlez-moi d'amour[8]
- 1991 : João Gilberto, João (album) (en), version bossa nova
- 1994 : Eddy Mitchell, sur scène (albums live Big band au Casino de Paris et Retrouvons notre héros Eddy Mitchell à Bercy)
- 1997 : Ginette Reno, album Versions Reno
- 1997 : Demis Roussos, album Immortel
- 1998 : Lisa Zane
- 2002 : Patrick Bruel, duo avec Laurent Voulzy, album Entre deux
- 2003 : Henri Salvador, duo avec Rosa Passos, album Amorosa
- 2005 : Dee Dee Bridgewater, album J'ai deux amours
- 2006 : Françoise Hardy, duo avec Alain Bashung, album (Parenthèses...)
- 2010 : Nicole Martin, album jazz Cocktail de douceur
- 2012 : Guy Marchand, album Chansons de ma jeunesse
- 2013 : Yves Lecoq, album Lecoq chante Trenet.
- 2015 : Julien Doré, sur la B.O. du film Les souvenirs
- 2015 : Benjamin Biolay, album Trenet
- 2018 : Thomas Dutronc, album Live Is Love
- 2019 : Chrissie Hynde[9]
- 2020 : Matthieu Chedid, album Le Grand P'tit Concert -M-aison
- 2021 : Patrick Watson[10]
- 2021 : Pomplamoose.

### Adaptations
Cette chanson est adaptée avec succès dans plusieurs langues étrangères, dont :
- En anglais sous le titre I Wish You Love, adapté par le parolier américain Albert Askew Beach, interprétée notamment par :
  - Keely Smith (I Wish You Love, 1958[D 1])
  - Nancy Wilson (Something Wonderful, 1960)
  - Dean Martin (Cha Cha de Amor, 1962)
  - Sam Cooke (Mr. Soul, 1963[D 2])
  - Gloria Lynne (Gloria, Marty & Strings, 1963[12])
  - Frank Sinatra (It Might as Well Be Swing (en), 1964[D 3])
  - Marlene Dietrich (Marlene Dietrich In London, 1965[D 4])
  - Nat King Cole (At The Sands, 1966[D 5])
  - Esther Phillips (Esther Phillips Sings Great Love Songs and I Love Him!, 1965)
  - Barbra Streisand (Je m'appelle Barbra, 1966[D 6])
  - The Temptations (Temptations Live!, 1967)
  - Chris Connor (Sweet and Swinging, 1978[D 7])
  - Rosemary Clooney (Do You Miss New York?, 1993)
  - Nathalie Cole (Take a Look, 1993)
  - Patricia Kaas (Café noir, 1996)
  - Michael Bublé (Dream, 2002)
  - Arielle Dombasle (Amor Amor, 2004)
  - Rod Stewart (Thanks for the Memory - The Great American Songbook, Volume 4, 2005)
  - Jermaine Jackson (I Wish You L.O.V.E., 2012)
  - Laufey (Typical of Me, 2021[D 8])

- En italien, sous le titre Che cosa resta, interprétée par Franco Battiato (1999)
- En portugais, interprétée par João Gilberto, Dean Martin
- En polonais, sous le titre Nic oprócz miłości, adaptation écrite par Wojciech Młynarski, interprétée par Irena Santor (album Santor Café, 2000)
- En arabe (dialecte tunisien), adaptée et interprété par Wafa Ghorbel[13]

### Jazz
Le morceau est également devenu un standard de jazz, interprété notamment par :
- 1958 : Barney Wilen (album Jazz sur Seine)
- 1960 : Nat King Cole (album Nat King Cole at The Sands)
- 1964 : Chet Baker (album Baby Breeze[D 9])
- 1967 : Benny Goodman (album Benny Goodman & Paris)
- 1968 : Boris Vian (album Ah! si j'avais un franc cinquante)
- 1998 : Toots Thielemans (Chez Toots)
- 1998 : Martial Solal (Jazz 'n (e)motion)
- 1999 : Stefano Bollani (Mambo Italiano)
- 2000 : Paolo Fresu (Mélos)
- 2002 : Michael Bublé (Dream)
- 2007 : Ernesto « Tito » Puentes (album Victoria)
- 2009 : Sylvain Luc (Standards)
- 2016 : Jacky Terrasson et Stéphane Belmondo (Mother)
- 2016 : Avalon Jazz Band, album I Wish You Love

### Cinéma et télévision
- 1943 : La Cavalcade des heures, d'Yvan Noé, interprétée par Charles Trenet.
- 1968 : Baisers volés, de François Truffaut, le titre fait référence aux paroles de la chanson, utilisée dans le générique[14].
- 1995 : Les Péchés mortels, film franco-britannique réalisé par Patrick Dewolf
- 2000 : Que reste-t-il..., téléfilm d'Étienne Périer, interprétée par Stacey Kent
- 2003 : Tout peut arriver, de Nancy Meyers, avec Jack Nicholson et Keanu Reeves
- 2010 : Ces amours-là, de Claude Lelouch
- 2015 : Les souvenirs, de Jean-Paul Rouve, interprétée par Julien Doré
- 2015 : François Mitterrand : Que reste-t-il de nos amours ?, documentaire télévisé de William Karel, générique du documentaire[15].
- 2015 : Dix pour cent, épisode 2 de la série de France 2, interprétée en duo par Line Renaud et Françoise Fabian[16].
- 2025: The Voice : La Plus Belle Voix, saison 14, épisode 4, interprétée par Colette Mansard[17].